# پتی جنکینز
پتی جنکینس (انگلیسی: Patty Jenkins؛ زادهٔ ۲۴ ژوئیهٔ ۱۹۷۱) یک کارگردان و فیلم‌نامه‌نویس اهل ایالات متحده آمریکا است. او بیشتر برای کارگردانی فیلم‌هایی نظیر هیولا (۲۰۰۳) و زن شگفت‌انگیز (۲۰۱۷) شناخته شده‌است.
وی همچنین اولین زنی است که یک فیلم ابرقهرمانانه یعنی زن شگفت‌انگیز را که نقش اصلی و اول آن هم یک زن یعنی گل گدوت است کارگردانی کرده‌است.

## فیلم‌شناسی
| سال  | نام               | کارگردان | نویسنده | تهیه‌کننده |
| ---- | ----------------- | -------- | ------- | --------- |
| ۲۰۰۳ | هیولا             | آری      | آری     | نه        |
| ۲۰۱۷ | زن شگفت‌انگیز      | آری      | نه      | نه        |
| ۲۰۲۰ | زن شگفت‌انگیز ۱۹۸۴ | آری      | آری     | آری       |
| ۲۰۲۳ | پولمن             | نه       | نه      | آری       |